# چوستدوزان

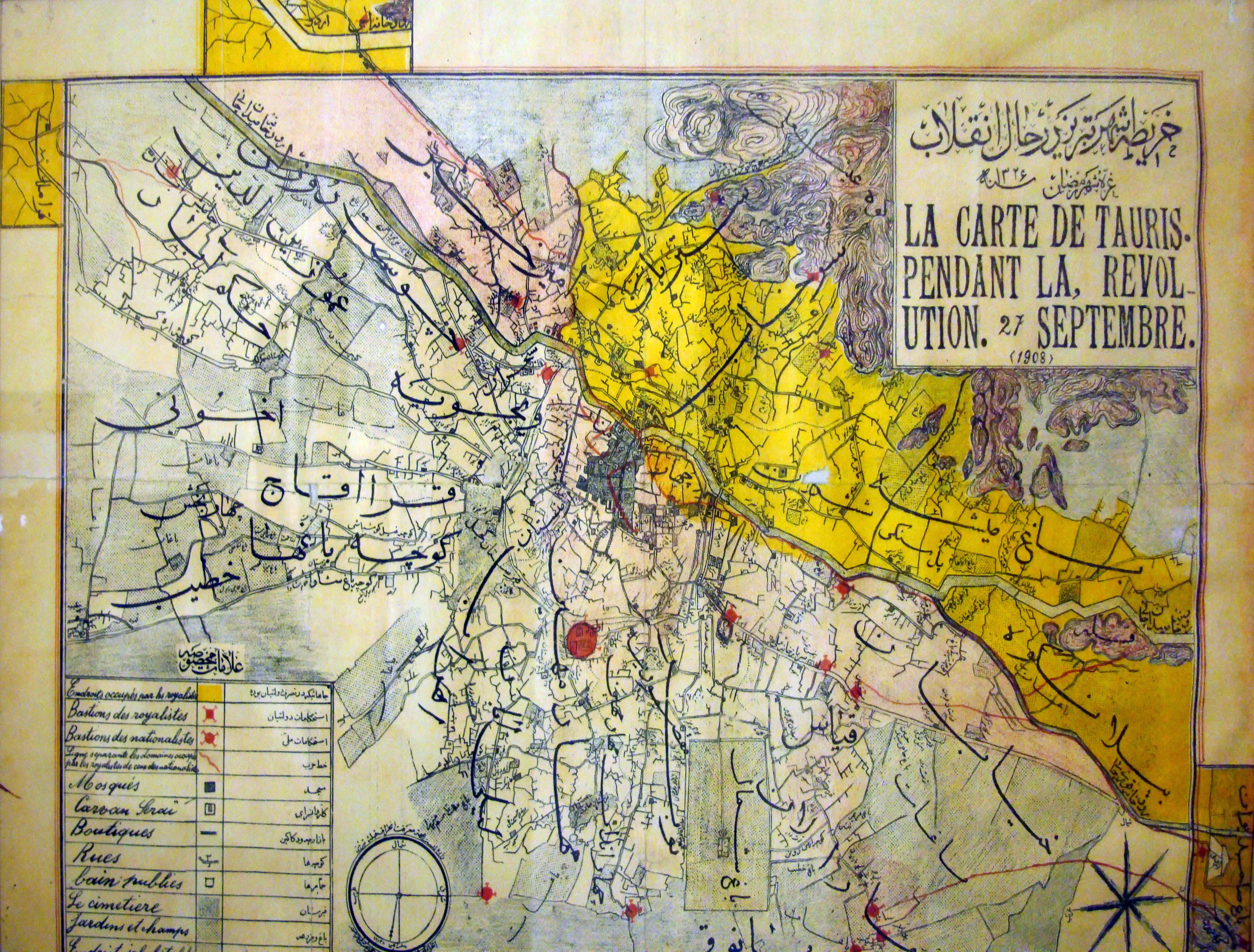
نقشه کوی‌های تبریز (مانند چوستدوزان) هنگام مشروطه، سال ۱۹۰۸

چوستدوزان (به زبان ترکی آذربایجانی: چوستدوزلار، سوسوزلار) یکی از کوی‌های شمالی شهر تبریز است. این کوی از سوی شمال به کوی امیرخیز، از سوی جنوب به کوی ویجویه، از سوی خاور به کوی سنجران و از سوی باختر به کوی عموزین‌الدین و رودخانهٔ مهران‌رود می‌رسد. بیشتر ساکنان چوستدوزان از روستاهای آذربایجان و به‌ ویژه منطقهٔ ارسباران به این کوی کوچ کرده‌اند. برای دوختن گونه‌ای کفش ساده به نام چوست در این کوی مردم تبریز آن را چوستدوزلار می‌خوانند که برابر ترکی واژهٔ چوستدوزان است. در تاریخ اولادالاطهار این کوی با عنوان چوستدوزلو نوشته شده است.

كریم صادری عضو هیأت علمی پژوهشكده تعلیم و تربیت آموزش و پرورش استان در اين باره می‌گوید:
آن چنان که از کتاب دارالسلطنه تبریز فهمیده می‌شود در دوره اواخر قاجار در تبریز بیست و پنج محله بزرگ وجود داشتند که چوستدوزان یکی از آن محلات بود و در زبان عامیانه چوسدوزلار نیز بدان می‌گویند. اهالی این محله به غیر از چندین خانواده اصیل تبریزی غالبا از اطراف صوفیان و ایوند و ممقان و گاوگان و امند می‌باشند و آقایان ذوقی و نیکنام لاله در کتاب تبریز در گذر تاریخ نوشته اند: «بیشتر ساکنان چوستدوزان از روستاهای مختلف آذربایجان و به‌ خصوص منطقهٔ ارسباران به این محله مهاجرت کرده‌اند.» که این مطلب را نمی دانم از چه کتابی درج کرده اند که کاملا اشتباه است. اهالی ارسباران در بلوار منجم و جنب گرمابه سردار ملی در کوچه قره داغلیلار بودند و دیگر این که اهالی این محله اساسا کفشدوز نیستند هرچند اسم محله به آن اذعان دارد بلکه بیشتر صنایع مربوط به فرش در این محله رواج دارد مثل قالیبافی، رنگرزی، نقاشی قالی، قرش فروشی و .....
بنده خودم در این محله بدنیا آمده ام و هم در اینجا بزرگ شده ام و اجدادم نیز در اینجا بوده اند. بدین سبب تمامی خانه ها و اشخاص این جا را می شناسم.محله ای بسیار معروف و دارای افراد بانفوذ و شخصیتهای بزرگی بود.از خانواده های معروف این محله می توان به خانواده های منجم، قالیچی(سپهری)، باقری، قدس، سبزچی (فهیمی اقدم)،تماری، عدیلی اقدم، صادری، جوان،معبودی، ممقانیه، لاوری، قوجا، قفلگر(حدادزاده)، ذهنی، روفه گرحق، محنتی اقدم، موسوی، جلیل نیا، عرفان فاضل، رشیدی تبریزی، گلچین، فریدیحیایی، سوتچی حاج حسین، سامانی، خرازی ،شیرازه باف، عالی نسب، دربان حسینی،مدحی، ناعمی، خدامردی، زیردست، پژوهنده، سرافرازاسبق ، بوياقچيلار  ،کهنه چیلر، کهنه چی(فراستخواه)، راحت حق، علوی منفرد، قلی پور، حجت الاسلام چوستدوزانی، حجت الاسلام النجقی، حجت الاسلام میرزا رحمان ، شیعه خلص، ممدوحی، دادروان(تندیرچی)، زبردست، ظللی و يوجولار(چند خانواده بودند) و.... اشاره کرد.
و یکی از ویژگی‌های این کوی داشتن شعرائی مانند ذهنی و ذهنی زاده و عالی نسب و محمود صادری و حیدر مدحی و محمدحسين نائمی و مهدی معبودی است. خانه حاج رضا صادری که خانه معبودی نيز ناميده می‌شود و از نظر معماری در نوع خود بی‌نظیر است در این کوی قرار دارد و اینک جزو میراث فرهنگی استان است. 
قابل ذکر است که اخیرا دکتر مقصود فراستخواه که خود از شخصیت های برجسته محله می باشد، کتابی در مورد زندگی خویش قلمی کرده است که در آنجا نکته های مهمی در مورد این محله در دهه چهل و پنجاه نوشته است. عنوان اصلی کتاب (آرامش در طوفان) می باشد. 
```
ضمنا در سال 1402 منظومه چوسسوزلار به انضمام کتاب عینالی چاپ شده به نام چوسسوزلار منظومه سی که آقای صادری به سبک حیدربابایه سلام شهریار سروده است. در این منظومه بسیاری از مسایل محله در دهه چهل و پنجاه ذکر شده است.
```

موضوع کتاب منظومه ای پنجاه و پنج بند یازده هجایی درباره یکی از محلات قدیمی تبریز است و هر بند آن از پنج مصراع تشکیل یافته است. منظومه به سبک قوشماست که از رایج ترین و زیباترین گونه ها درزبان و ادبیات ترکی می باشد. بیشتر بندها پابرگهایی دارد که برای درک بهتر اشعار بسیار مفید می باشد.
```
خود نویسنده در این مورد می گوید:
این منظومه هم چنان که از نامش پیداست مربوط است به محله چوستدوزان که در زبان محاوره بدان چوسسوزلار گویند. این جا زادگاه من است و پدر و مادر جد اندر جد من در این محله بوده اند. دوران کودکی من در این جا سپری شده است و خاطرات تلخ و شیرینی از آن دوران به یاد داشته و دارم. خواستم آن ها را با زبان شعر بیان کنم. به استقبال حیدر بابایه سلام شادروان شهربار، شاعر بی بدیل تبریزی رفتم.(37:عینالی)
```

چوسسوزلاردا من دوغولوب بوی آتدیم
آنا سوتون بوردا ایچرکن یاتدیم
چشمه‌سینین سویون قانیملا قاتدیم
```
                       خاطره‌لر یادیمدان اصلاً چخماز
                       عقلی اولان گئچمیشینی اونوتماز
```

کیم تانیماز تبریزده چوسسوزلاری
اوردا اولان آل یاناقلی قیزلاری
شاعرلری، احساسلی اولدوزلاری
```
                         اللی دن چوخ بوردا شاعر واریدی
                       گئنیش دنیا اولار اوچون داریدی
```

اما نکته حائز اهمیت کتاب تنها ذکر خاطرات نیست بلکه از نظر جامعه شناختی  به بسیاری از اصول و قواعد حاکم بر آن جامعه را به تصویر کشیده است.
هامّی اوردا چوخ اهل همّتیدی
الدن توتماق گوزل بیر عادتیدی
اوردا اولماق بیزه سعادتیدی
```
                    بیر عائله آج اولاراق یاتمادی
                    اوز آبریسین باشقا یرده ساتمادی 
```

کناب به وسیله انتشارات تام آی در چاپخانه امین تبریز در هزار نسخه  منتشر شده است.